# Markus Zimmermann
Markus Zimmermann (Berchtesgaden, 4 de septiembre de 1964) es un deportista alemán que compitió en bobsleigh en las modalidades doble y cuádruple. 
Participó en cuatro Juegos Olímpicos de Invierno, entre los años 1992 y 2002, obteniendo en total cuatro medallas: plata en Albertville 1992, en la prueba doble (junto con Rudolf Lochner), oro y bronce en Nagano 1998, en las pruebas cuádruple (con Christoph Langen, Marco Jakobs y Olaf Hampel) y doble (con Christoph Langen), y oro en Salt Lake City 2002, en el doble (con Christoph Langen).
Ganó ocho medallas en el Campeonato Mundial de Bobsleigh entre los años 1991 y 2004, y ocho medallas en el Campeonato Europeo de Bobsleigh entre los años 1989 y 2004.

## Palmarés internacional
| Representando a la RFA   |                                 |                   |           |
| Campeonato Europeo       |                                 |                   |           |
| Año                      | Lugar                           | Medalla           | Prueba    |
| 1989                     | Winterberg (RFA)                | Medalla de bronce | Doble     |
| Representando a Alemania |                                 |                   |           |
| Juegos Olímpicos         |                                 |                   |           |
| Año                      | Lugar                           | Medalla           | Prueba    |
| 1992                     | Albertville (Francia)           | Medalla de plata  | Doble     |
| 1998                     | Nagano (Japón)                  | Medalla de oro    | Cuádruple |
| 1998                     | Nagano (Japón)                  | Medalla de bronce | Doble     |
| 2002                     | Salt Lake City (Estados Unidos) | Medalla de oro    | Doble     |
| Campeonato Mundial       |                                 |                   |           |
| Año                      | Lugar                           | Medalla           | Prueba    |
| 1991                     | Altenberg (Alemania)            | Medalla de oro    | Doble     |
| 1996                     | Calgary (Canadá)                | Medalla de oro    | Doble     |
| 1996                     | Calgary (Canadá)                | Medalla de oro    | Cuádruple |
| 1999                     | Cortina d'Ampezzo (Italia)      | Medalla de plata  | Doble     |
| 2000                     | Altenberg (Alemania)            | Medalla de oro    | Doble     |
| 2000                     | Altenberg (Alemania)            | Medalla de plata  | Cuádruple |
| 2001                     | Sankt Moritz (Suiza)            | Medalla de oro    | Cuádruple |
| 2004                     | Königssee (Alemania)            | Medalla de plata  | Doble     |
| Campeonato Europeo       |                                 |                   |           |
| Año                      | Lugar                           | Medalla           | Prueba    |
| 1996                     | Sankt Moritz (Suiza)            | Medalla de oro    | Cuádruple |
| 1998                     | Igls (Austria)                  | Medalla de bronce | Cuádruple |
| 1999                     | Winterberg (Alemania)           | Medalla de oro    | Cuádruple |
| 2000                     | Cortina d'Ampezzo (Italia)      | Medalla de bronce | Doble     |
| 2001                     | Königssee (Alemania)            | Medalla de oro    | Doble     |
| 2001                     | Königssee (Alemania)            | Medalla de plata  | Cuádruple |
| 2004                     | Sankt Moritz (Suiza)            | Medalla de bronce | Cuádruple |